# Plateau de fruits de mer
Pour les articles homonymes, voir Plateau et Fruits de mer.
Un plateau de fruits de mer  est une spécialités de la mer à base de fruits de mer, crus ou cuits, servis sur un plateau, dont la composition peut varier selon les régions, les saisons, et arrivages,. 

## Histoire

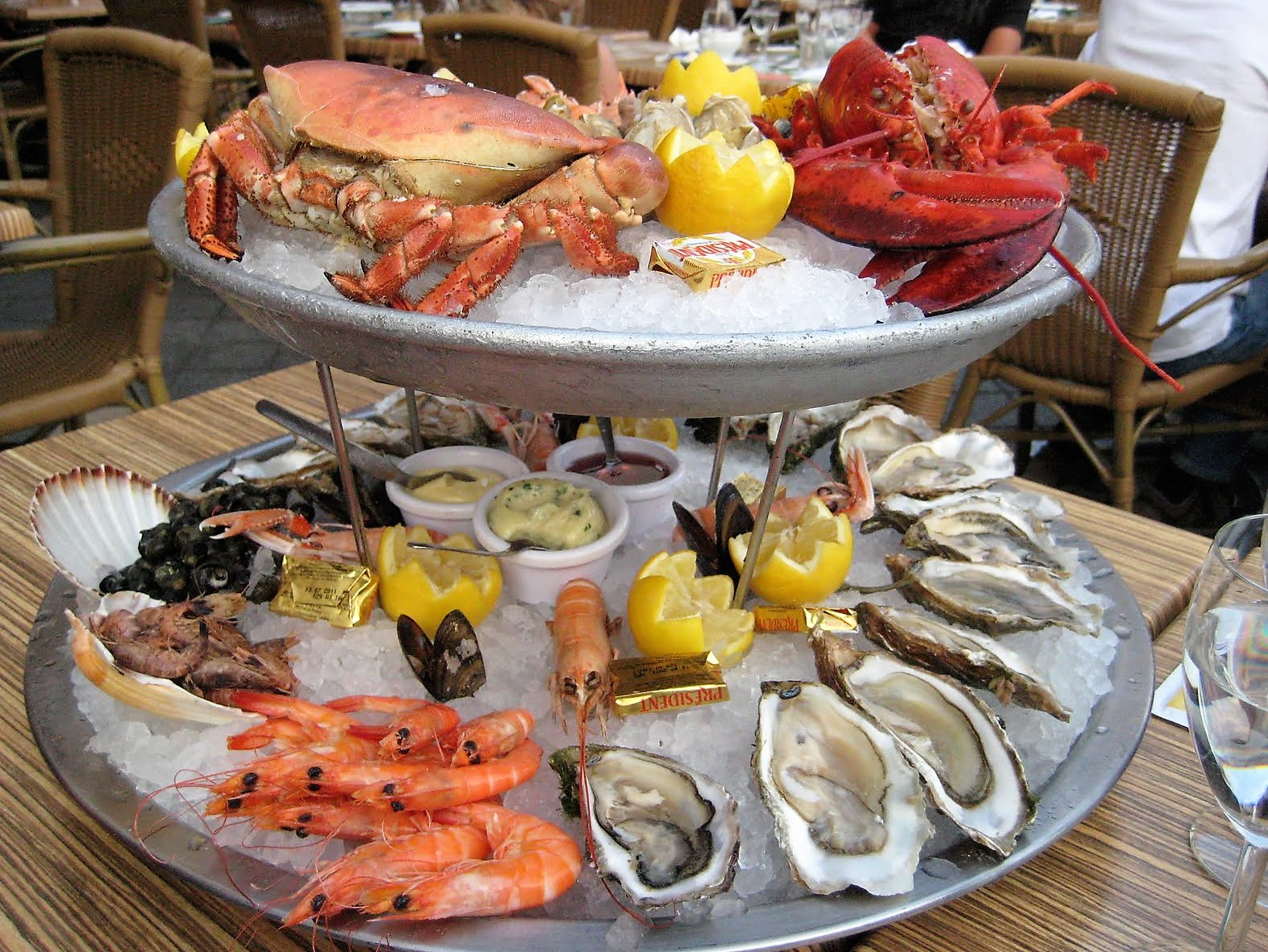
Double plateau de fruits de mer.

La consommation de fruit de mer remonte au moins à la période chasseurs-cueilleurs de la Préhistoire, des origines de l'histoire de l'art culinaire. Les plus anciennes traces de consommation de coquillages retrouvées, par exemple, dans la grotte de Torremolinos des bords de mer Méditerranée en Andalousie, démontrent qu'ils étaient déjà consommés par les Homo sapiens et les Néandertaliens il y a plus de 150 000 ans. Le plateau de fruits de mer est à ce jour une des spécialités de la mer entre autres de la cuisine française du littoral français, et des fêtes de fin d'année.  

## Composition

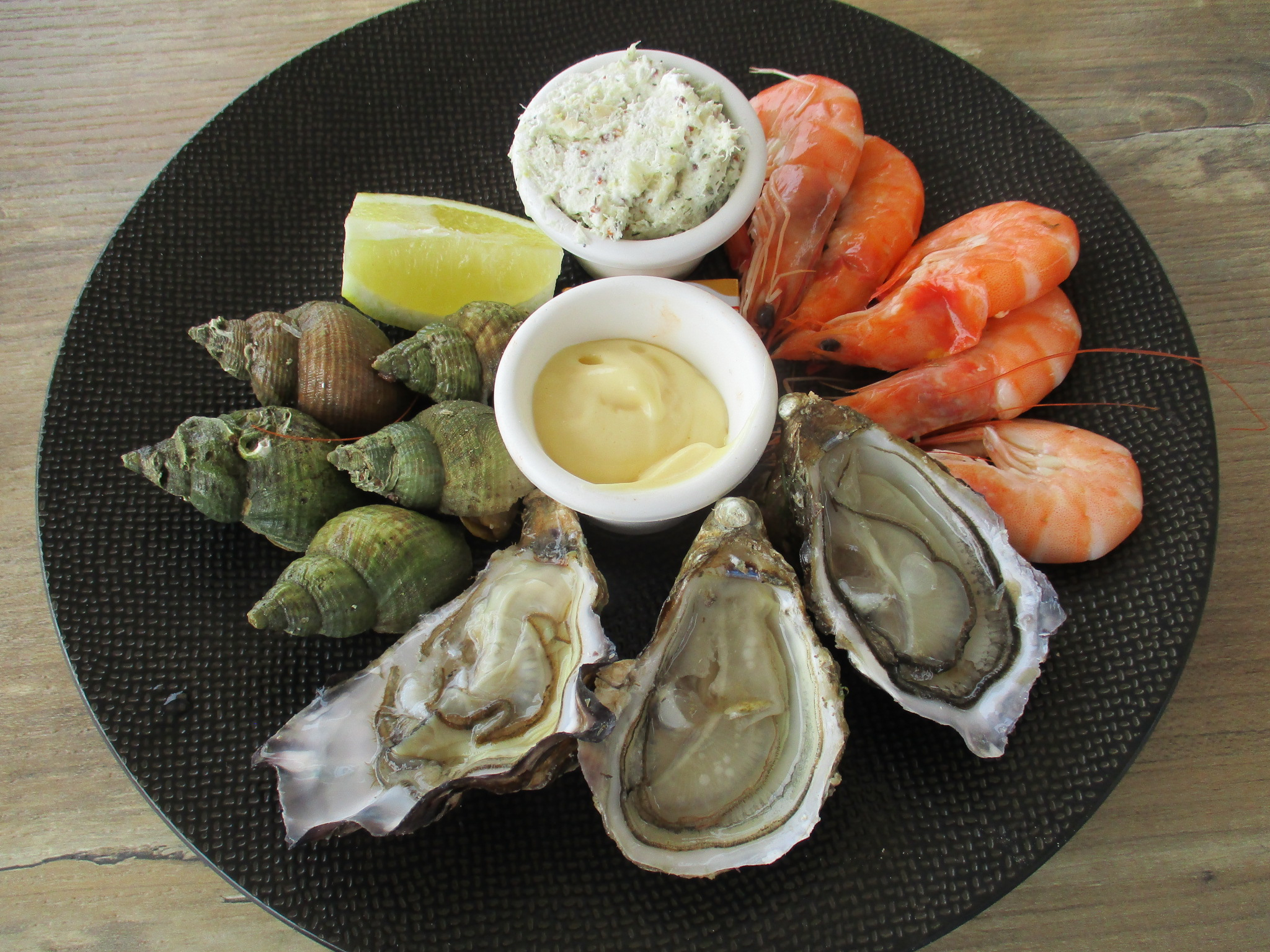
Assiette de fruits de mer, d'huîtres, bulots, crevettes et rillettes de thon.

L’appellation fruits de mer regroupe les différents mollusques, gastéropodes, coquillages, oursins, figue de mer et crustacés marins comestibles, dont entre autres les coques, huîtres, moules, praires, tellines, pétoncles, palourdes, bigorneaux, coquilles Saint-Jacques, amandes de mer, clams, bulots, crabes, tourteaux, étrilles, crevettes, homards, langoustes, langoustines, araignées de mer, cigales de mer, ainsi que divers rillettes de poisson…

## Présentation
Les fruits de mer (les plus frais possibles) sont présentés sur un plateau rond ou ovale (parfois à un double ou triple plateau) garni d'un lit d'algue, de fucus, goémon ou varech, ou de gros sel. Une présentation trop longue sur un lit de glace trop froide peut dégrader le goût des ingrédients. Les plateaux sont généralement servis avec sauce mignonnette, persillade, aïoli, mayonnaise, citron, beurre demi-sel, et pain de seigle... 

Quelques plateaux de fruits de mer
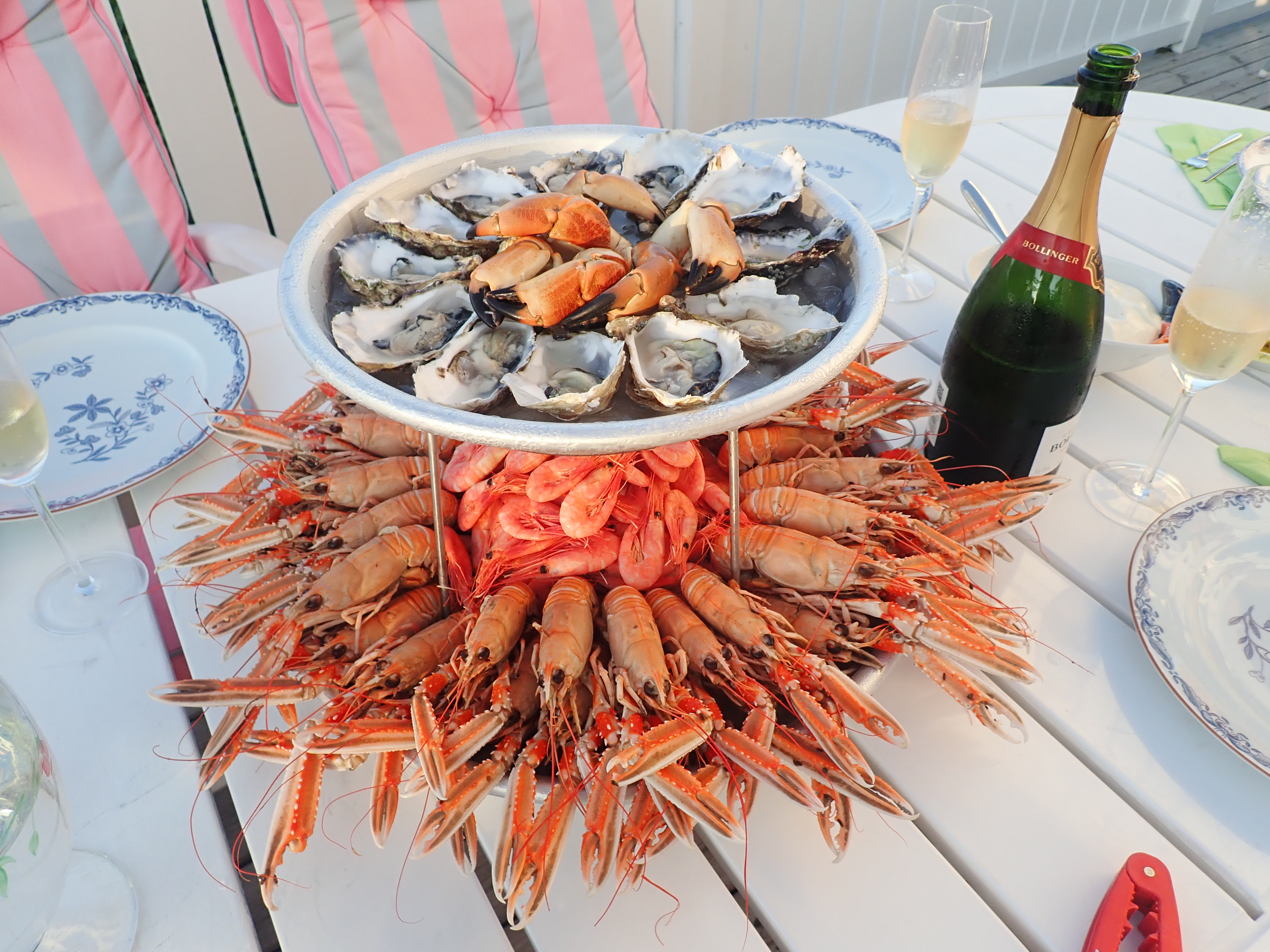
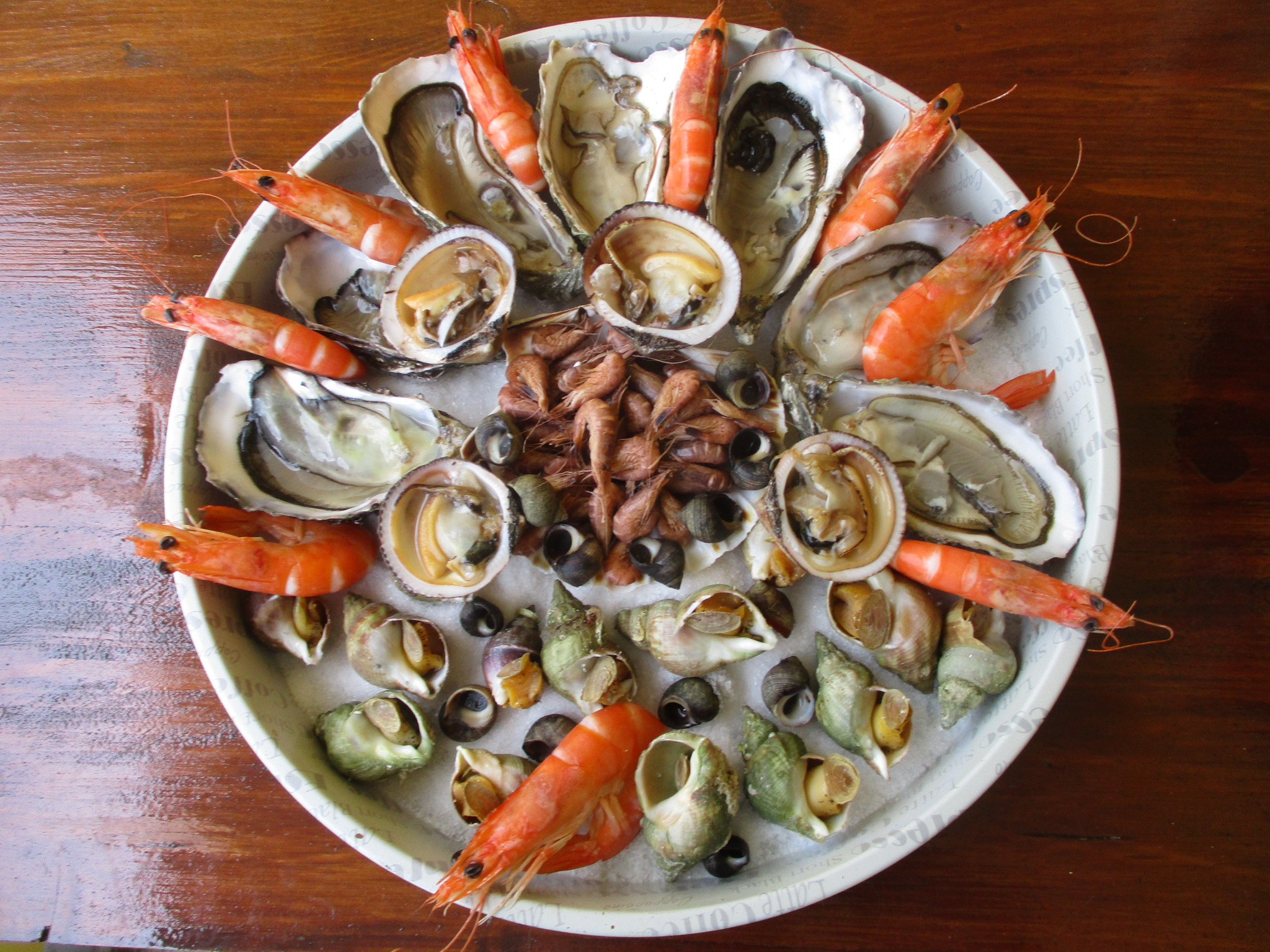
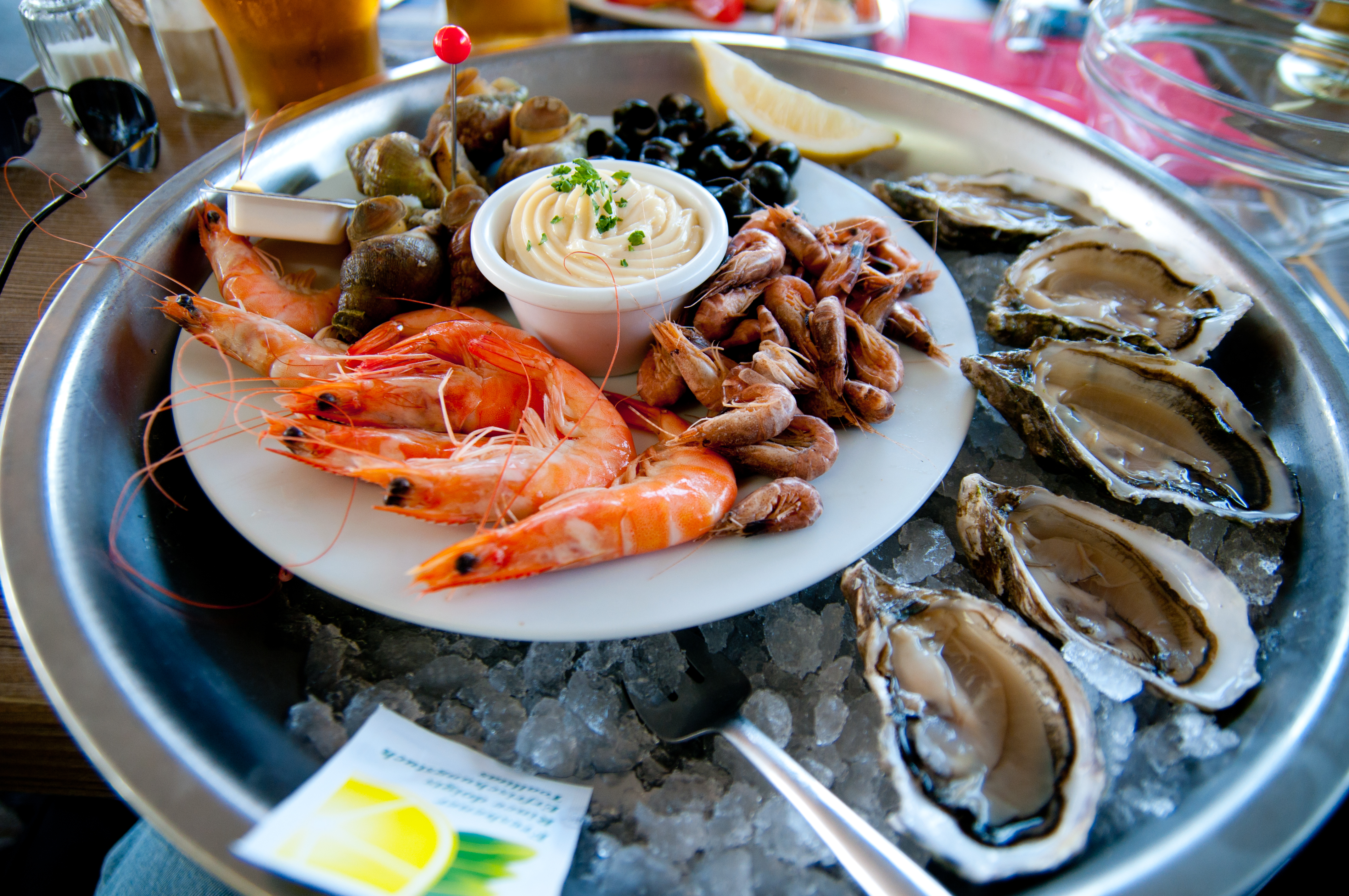
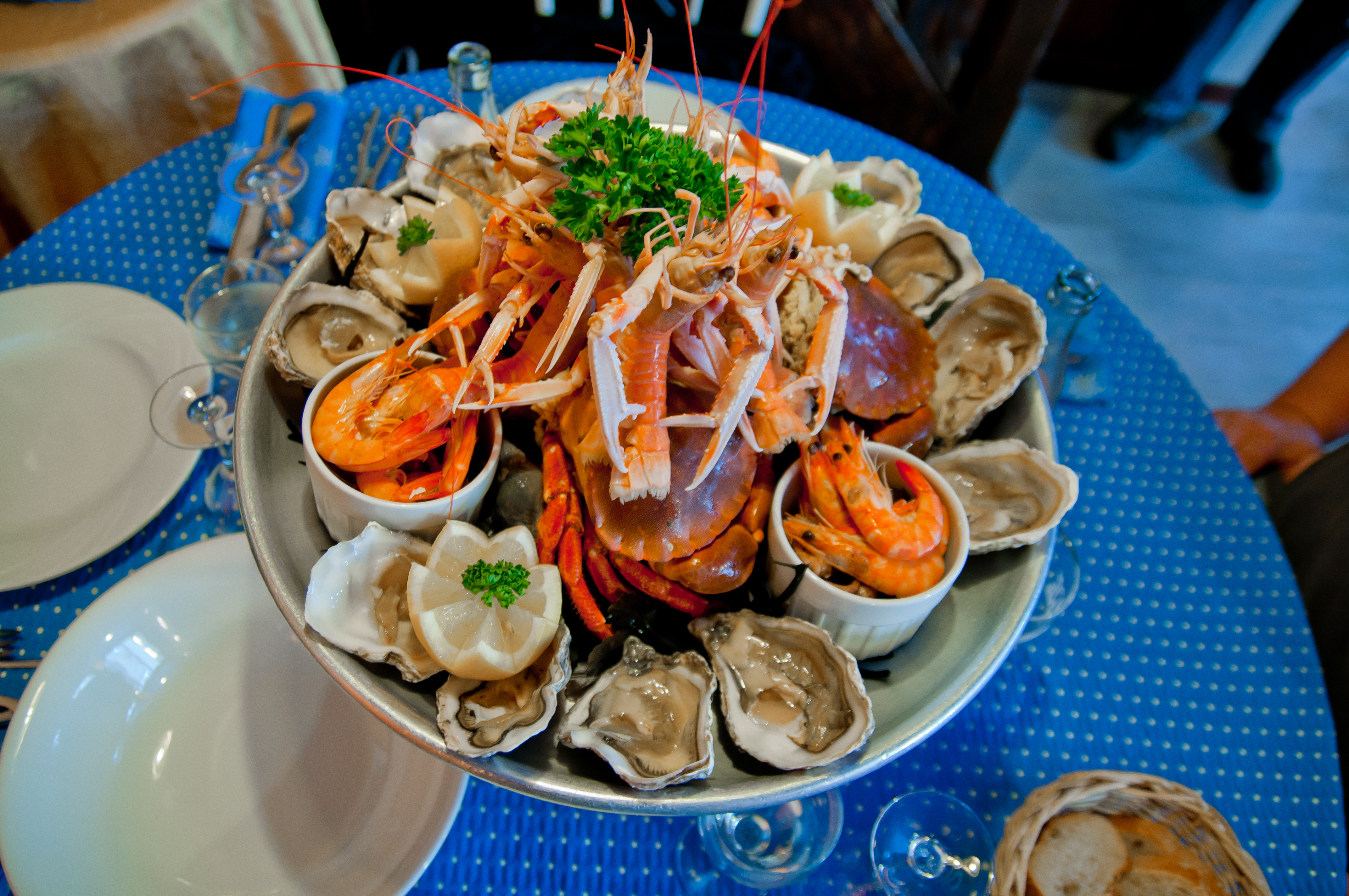
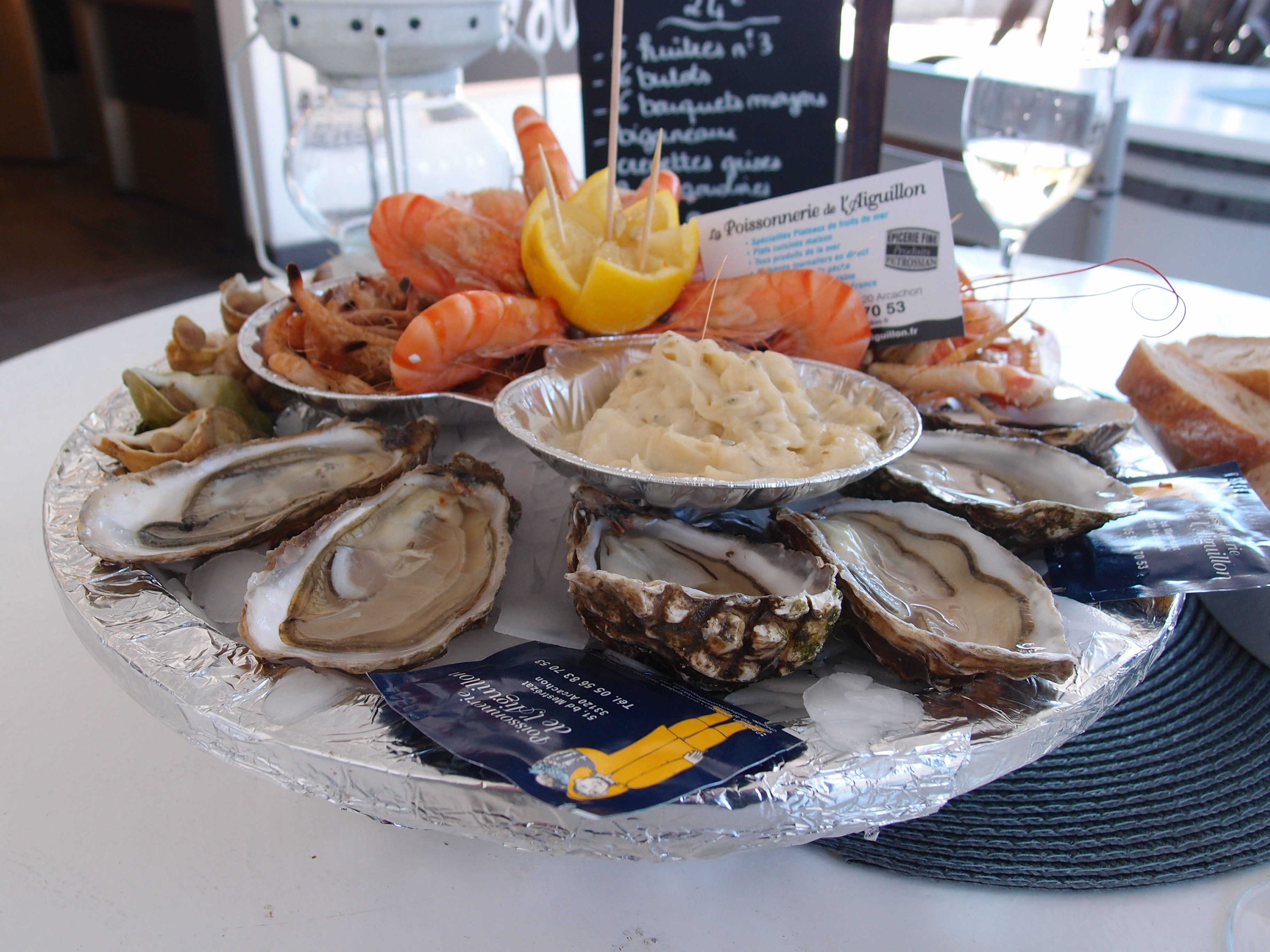
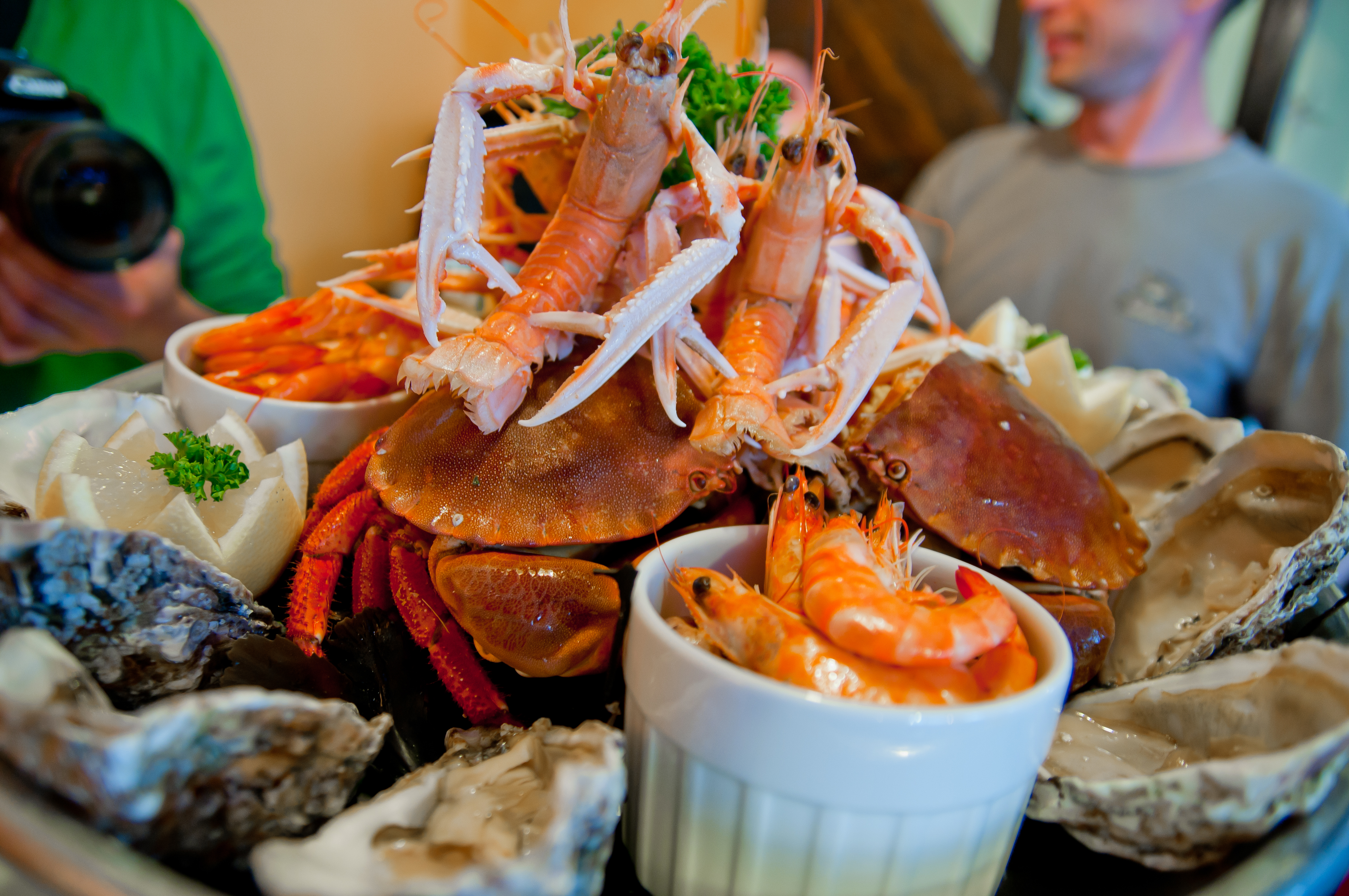
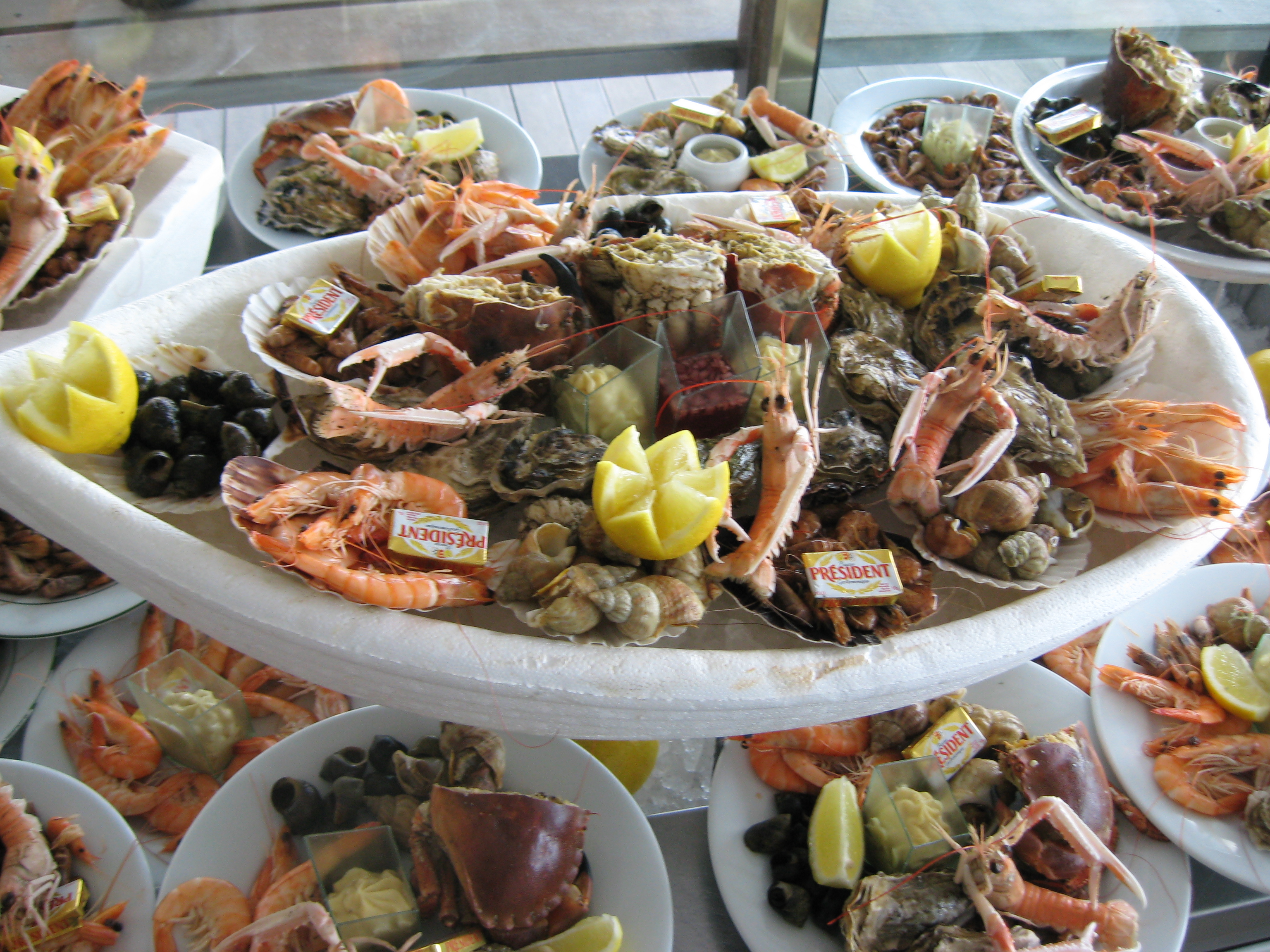
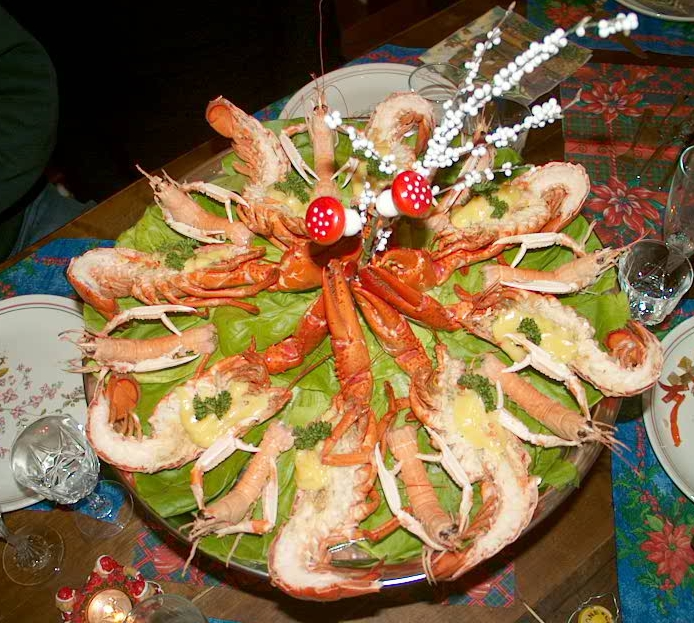
Homards et langoustines.
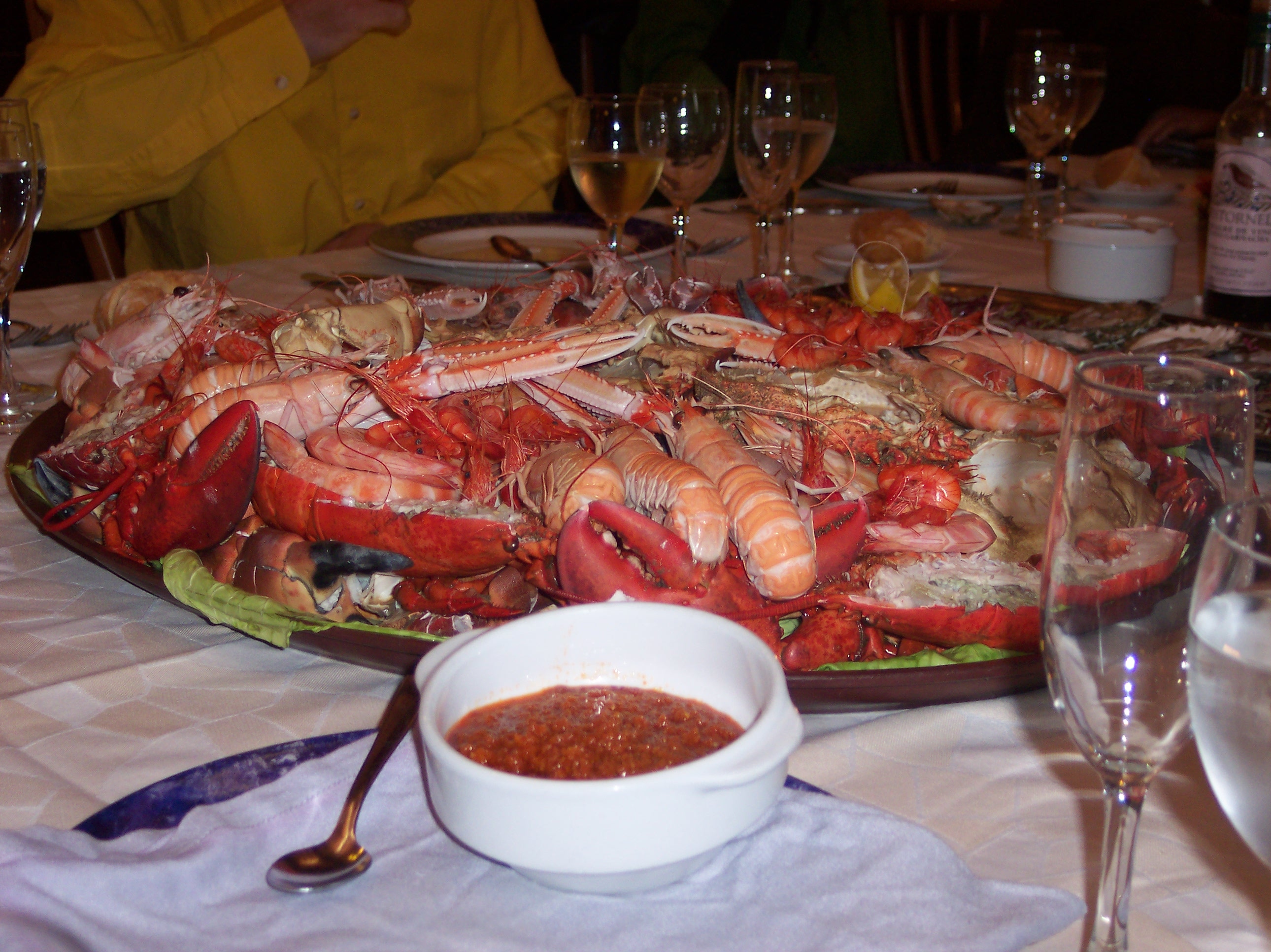
Mariscada galicienne.
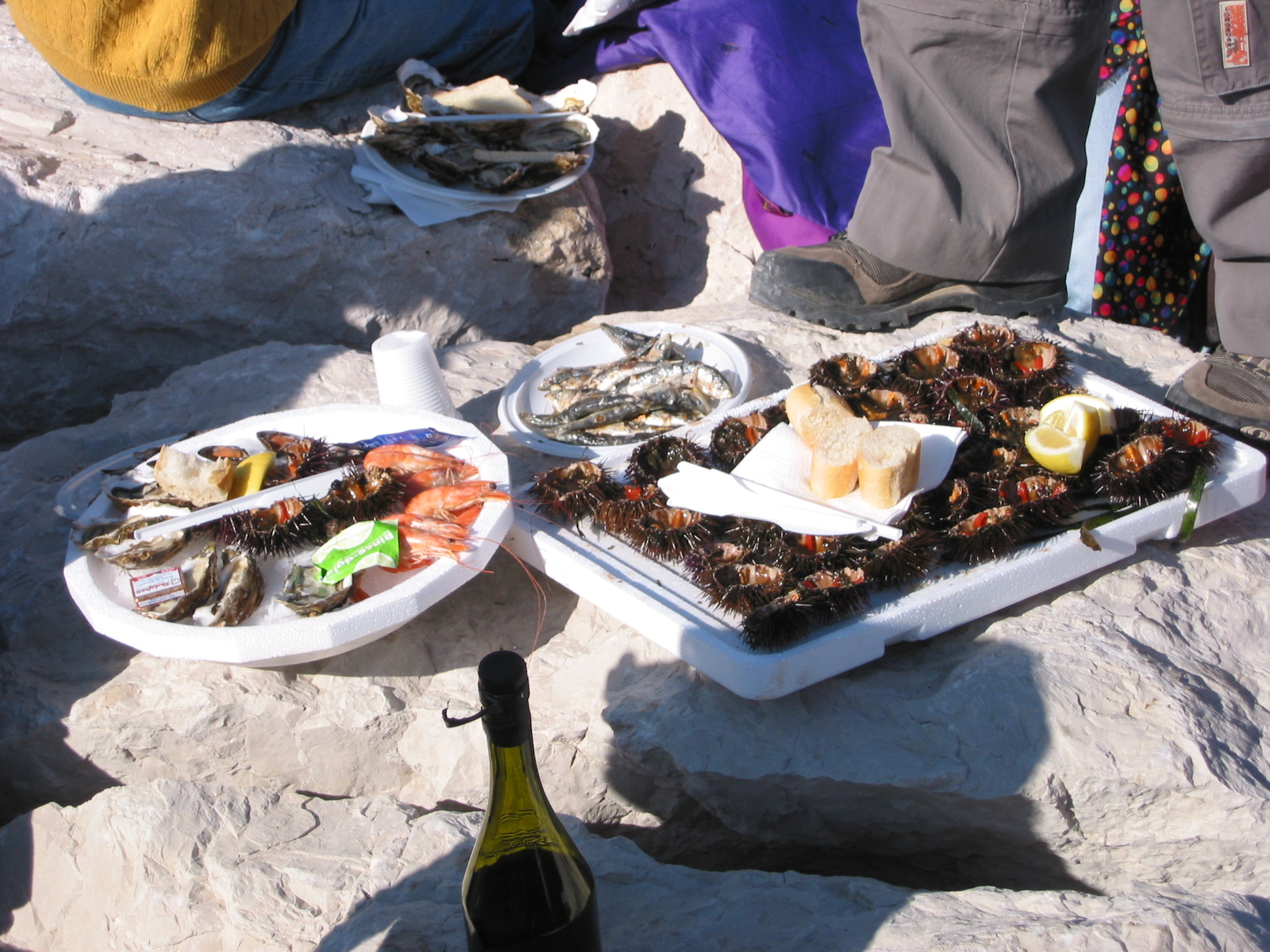
Oursinade en Provence.

## Matériel
La dégustation d'un plateau de fruits de mer, suivant sa composition, nécessite pour chaque convive des épingles ou piques à bigorneaux, des curettes à crustacés et des petits couteaux pointus, quelques pinces à crustacés, ou casse-noix, ainsi que des rince-doigts, en bol ou en lingettes.